# Gulaphallus eximius
Gulaphallus eximius är en fiskart som beskrevs av Herre 1925. Gulaphallus eximius ingår i släktet Gulaphallus och familjen Phallostethidae. Inga underarter finns listade i Catalogue of Life.